# Guy de la Bourdonnaye
 (février 2019).
Pour les articles homonymes, voir famille de La Bourdonnaye.
Guy de La Bourdonnaye (1925-1945) est un jeune résistant français, qui est mort à Mauthausen en mars 1945.

## Biographie

### Le contexte familial
Guy Marie Esprit de La Bourdonnaye appartient à la famille de La Bourdonnaye. Il naît le 18 octobre 1925 dans le 16e arrondissement de Paris,.
Il est le fils d'Alphonse et d’Élisabeth de La Bourdonnaye qui auront 6 enfants : Bertranne, Geoffroy, Nicole, Oriane, Guy et Alain.
Elisabeth de La Bourdonnaye, divorcée avant la guerre, participe avec son compagnon, Robert Debré, au Réseau du Musée de l'Homme. Elle est incarcérée à la prison du Cherche-Midi et est condamnée à 6 mois de prison.
Bertranne cache dans son appartement des aviateurs anglais et américains. Nicole seconde son mari, Jean-Pierre de Lassus Saint-Geniès, dans ses activités de Résistance dans l'Ain puis dans la Drôme. Oriane est agent de liaison au sein d'un réseau à Paris. Guy tente de rejoindre son frère Geoffroy en Angleterre et est déporté à Mauthausen.

### L'appel de la Résistance
Au début de 1942, Élisabeth de La Bourdonnaye participe à la création de filières pour soustraire des enfants juifs aux rafles. Guy apprend à maquiller les cartes d'identité de ces enfants. En septembre 1943, Guy rejoint sa sœur Nicole à Hotonnes (Ain) où son beau-frère, Jean-Pierre de Lassus Saint-Geniès, dirige une société de bûcheronnage qui est en réalité le point de ralliement de tous ceux qui veulent se soustraire aux recherche des Allemands. Mais Guy souhaite rejoindre l'Angleterre, comme l'a fait son frère Geoffroy de La Bourdonnaye.

### L'arrestation de Guy
En novembre 1943, Guy est arrêté à Amélie-les-Bains (Pyrénées-Orientales) alors qu'il tente de franchir la frontière. Il est transféré à la forteresse de Perpignan. Sa mère se rend sur sa place et tente d'obtenir, par l'intermédiaire de la Croix-Rouge, sa libération. Il est ensuite envoyé à Compiègne. En janvier 1944, Guy est déporté à Buchenwald (convoi I.172), puis le 25 janvier à Mauthausen.

### La mort de Guy à Mauthausen
Guy est affecté au camp de Melk et participe à la construction de galeries souterraines. Il meurt le 10 mars 1945, à 19 ans. Le registre officiel de Mauthausen indique qu'il est mort d'une pneumonie, tandis que Jacques Courseaux, son compagnon de déportation indique qu'il est mort d'une dysenterie.

## Distinctions

### Décorations
- Chevalier de la Légion d'honneur à titre posthume (décret du 14 janvier 1948)[6].
- Médaille de la Résistance française à titre posthume (décret du président de la République en date du 12 mars 2020)[2]

### Hommages
Le nom de Guy de la Bourdonnaye figure sur le Monument aux Morts de Chantérac (Dordogne) ainsi que sur une stèle au Calvaire de Praz Coutant au Plateau d'Assy, commune de Passy (Haute-Savoie).

### Reconnaissance
Par arrêté du secrétaire d'État aux anciens combattants et victimes de guerre en date du 6 février 1992, il est décidé d'apposer la mention « Mort en déportation » sur les actes de décès de plusieurs déportés dont Guy de la Bourdonnaye.